# دنیس وروننکف
دنیس وروننکف (روسی: Денис Николаевич Вороненков؛ ۱۰ آوریل ۱۹۷۱ – ۲۳ مارس ۲۰۱۷) یک سیاست‌مدار روسی و طی سال‌های ۲۰۱۱ تا ۲۰۱۶ نماینده دومای دولتی آن کشور بود. او که یکی از منتقدان ولادیمیر پوتین به‌شمار می‌رفت در ماه مارس ۲۰۱۷ در کیف پایتخت اوکراین ترور شد. رئیس‌جمهوری اوکراین دولت روسیه را متهم به دخالت در این ترور کرد.